# Куручешме
Куручешме (на турски: Kuruçeşme, на гръцки: Ξηροκρήνη) е квартал на Истанбул с население от 5434 души (1997). Разположен в район Бешикташ, в европейската част на града. От изток се опира в Босфора, а съседните му квартали са Ортакьой от запад и юг, Кюлтюр и Арнавуткьой от север.
Преведено от турски името на квартала означава Суха чешма или Сухата чешма. Исторически кварталът е носил имената Битиас, Каламос, Амополос.
В България е преди всичко известен от възрожденската история, когато там се помещава, за известно време Велика народна школа, в която учат редица бележити българи.